# Dirka po Italiji 2008
Dirka po Italiji 2008 (italijansko Giro d'Italia 2008) je 91. izvedba dirke po Italiji, tritedenske moške cestne kolesarske etapne dirke. Začela se je 10. maja v Palermu in končala 1. junija v Milanu. Sodelovalo je 198 kolesarjev iz 22-ih ekip. Rožnato majico je prvič osvojil Alberto Contador (Astana), drugo mesto Riccardo Riccò (Saunier Duval–Scott), tretje pa Marzio Bruseghin (Lampre). Vijolično majico je osvojil Daniele Bennati (Liquigas), zeleno majico Emanuele Sella (CSF Group–Navigare), belo majico pa Riccardo Riccò.

## Ekipe
ProTeams
- Ag2r-La Mondiale
- Astana
- Caisse d'Epargne
- Cofidis
- Euskaltel-Euskadi
- Française des Jeux
- Gerolsteiner
- Lampre
- Liquigas
- Quick-Step
- Rabobank
- Saunier Duval–Scott
- Silence–Lotto
- Team CSC
- Team High Road
- Team Milram

UCI Professional Continental teams
- Barloworld
- CSF Group–Navigare
- Diquigiovanni–Androni
- LPR Brakes-Ballan
- Slipstream–Chipotle
- Tinkoff Credit Systems

## Etape
| Etapa | Datum    | Štart/Cilj                               | Razdalja    | Tip         | Tip                  | Zmagovalec                 |             |
| ----- | -------- | ---------------------------------------- | ----------- | ----------- | -------------------- | -------------------------- | ----------- |
| 1     | 10. maj  | Palermo                                  | 23,6 km     |             | ekipni kronometer    | Slipstream–Chipotle        |             |
| 2     | 11. maj  | Cefalù – Agrigento                       | 207 km      |             | hribovita etapa      | Riccardo Riccò (ITA)       |             |
| 3     | 12. maj  | Catania – Milazzo                        | 221 km      |             | ravninska etapa      | Daniele Bennati (ITA)      |             |
| 4     | 13. maj  | Pizzo Calabro – Catanzaro-Lungomare      | 183 km      |             | ravninska etapa      | Mark Cavendish (GBR)       |             |
| 5     | 14. maj  | Belvedere Marittimo – Contursi Terme     | 203 km      |             | hribovita etapa      | Pavel Brutt (RUS)          |             |
| 6     | 15. maj  | Potenza – Peschici                       | 231,6 km    |             | hribovita etapa      | Matteo Priamo (ITA)        |             |
| 7     | 16. maj  | Vasto – Pescocostanzo                    | 180 km      |             | hribovita etapa      | Gabriele Bosisio (ITA)     |             |
| 8     | 17. maj  | Rivisondoli – Tivoli                     | 208 km      |             | hribovita etapa      | Riccardo Riccò (ITA)       |             |
| 9     | 18. maj  | Civitavecchia – San Vincenzo             | 218 km      |             | ravninska etapa      | Daniele Bennati (ITA)      |             |
|       | 19. maj  | dan počitka                              | dan počitka | dan počitka | dan počitka          | dan počitka                | dan počitka |
| 10    | 20. maj  | Pesaro – Urbino                          | 39,4 km     |             | posamični kronometer | Marzio Bruseghin (ITA)     |             |
| 11    | 21. maj  | Urbania – Cesena                         | 199 km      |             | hribovita etapa      | Alessandro Bertolini (ITA) |             |
| 12    | 22. maj  | Forlì – Carpi                            | 172 km      |             | ravninska etapa      | Daniele Bennati (ITA)      |             |
| 13    | 23. maj  | Modena – Cittadella                      | 177 km      |             | ravninska etapa      | Mark Cavendish (GBR)       |             |
| 14    | 24. maj  | Verona – Alpe di Pampeago                | 195 km      |             | gorska etapa         | Emanuele Sella (ITA)       |             |
| 15    | 25. maj  | Arabba – Passo Fedaia                    | 153 km      |             | gorska etapa         | Emanuele Sella (ITA)       |             |
| 16    | 26. maj  | San Vigilio di Marebbe – Plan de Corones | 12.8 km     |             | posamični kronometer | Franco Pellizotti (ITA)    |             |
|       | 27. maj  | dan počitka                              | dan počitka | dan počitka | dan počitka          | dan počitka                | dan počitka |
| 17    | 28. maj  | Sondrio – Locarno (Švica)                | 146 km      |             | ravninska etapa      | André Greipel (GER)        |             |
| 18    | 29. maj  | Mendrisio (Švica) – Varese               | 147 km      |             | hribovita etapa      | Jens Voigt (GER)           |             |
| 19    | 30. maj  | Legnano – Presolana                      | 238 km      |             | gorska etapa         | Vasil Kirjienka (BLR)      |             |
| 20    | 31. maj  | Rovetta – Tirano                         | 224 km      |             | gorska etapa         | Emanuele Sella (ITA)       |             |
| 21    | 1. junij | Milano                                   | 28,5 km     |             | posamični kronometer | Marco Pinotti (ITA)        |             |
|       | Skupaj   | Skupaj                                   | 3407 km     | 3407 km     | 3407 km              | 3407 km                    | 3407 km     |

## Razvrstitev po klasifikacijah
| Etapa  | Zmagovalec           | Rožnata majica ·      | Vijolična majica · | Zelena majica · | Bela majica ·        |
| ------ | -------------------- | --------------------- | ------------------ | --------------- | -------------------- |
| 1      | Slipstream–Chipotle  | Christian Vande Velde | brez               | brez            | Chris Anker Sørensen |
| 2      | Riccardo Riccò       | Franco Pellizotti     | Riccardo Riccò     | Emanuele Sella  | Chris Anker Sørensen |
| 3      | Daniele Bennati      | Franco Pellizotti     | Daniele Bennati    | Emanuele Sella  | Morris Possoni       |
| 4      | Mark Cavendish       | Franco Pellizotti     | Daniele Bennati    | Emanuele Sella  | Morris Possoni       |
| 5      | Pavel Brutt          | Franco Pellizotti     | Daniele Bennati    | Emanuele Sella  | Morris Possoni       |
| 6      | Matteo Priamo        | Giovanni Visconti     | Daniele Bennati    | Emanuele Sella  | Giovanni Visconti    |
| 7      | Gabriele Bosisio     | Giovanni Visconti     | Daniele Bennati    | Emanuele Sella  | Giovanni Visconti    |
| 8      | Riccardo Riccò       | Giovanni Visconti     | Riccardo Riccò     | Emanuele Sella  | Giovanni Visconti    |
| 9      | Daniele Bennati      | Giovanni Visconti     | Daniele Bennati    | Emanuele Sella  | Giovanni Visconti    |
| 10     | Marzio Bruseghin     | Giovanni Visconti     | Daniele Bennati    | Emanuele Sella  | Giovanni Visconti    |
| 11     | Alessandro Bertolini | Giovanni Visconti     | Daniele Bennati    | Emanuele Sella  | Giovanni Visconti    |
| 12     | Daniele Bennati      | Giovanni Visconti     | Daniele Bennati    | Emanuele Sella  | Giovanni Visconti    |
| 13     | Mark Cavendish       | Giovanni Visconti     | Daniele Bennati    | Emanuele Sella  | Giovanni Visconti    |
| 14     | Emanuele Sella       | Gabriele Bosisio      | Daniele Bennati    | Emanuele Sella  | Riccardo Riccò       |
| 15     | Emanuele Sella       | Alberto Contador      | Daniele Bennati    | Emanuele Sella  | Riccardo Riccò       |
| 16     | Franco Pellizotti    | Alberto Contador      | Daniele Bennati    | Emanuele Sella  | Riccardo Riccò       |
| 17     | André Greipel        | Alberto Contador      | Daniele Bennati    | Emanuele Sella  | Riccardo Riccò       |
| 18     | Jens Voigt           | Alberto Contador      | Daniele Bennati    | Emanuele Sella  | Riccardo Riccò       |
| 19     | Vasil Kirjienka      | Alberto Contador      | Daniele Bennati    | Emanuele Sella  | Riccardo Riccò       |
| 20     | Emanuele Sella       | Alberto Contador      | Daniele Bennati    | Emanuele Sella  | Riccardo Riccò       |
| 21     | Marco Pinotti        | Alberto Contador      | Daniele Bennati    | Emanuele Sella  | Riccardo Riccò       |
| Skupaj | Skupaj               | Alberto Contador      | Daniele Bennati    | Emanuele Sella  | Riccardo Riccò       |

## Končna razvrstitev
| Legenda | Legenda                                  | Legenda | Legenda                                    |
| ------- | ---------------------------------------- | ------- | ------------------------------------------ |
|         | Predstavlja vodilnega v skupnem seštevku |         | Predstavlja najboljšega mladega kolesarja  |
|         | Predstavlja vodilnega po točkah          |         | Predstavlja vodilnega v gorski razvrstitvi |

| Poz. | Kolesar                     | Ekipa                 | Čas         |
| ---- | --------------------------- | --------------------- | ----------- |
| 1    | Alberto Contador (ESP)      | Astana                | 89h 56' 49" |
| 2    | Riccardo Riccò (ITA)        | Saunier Duval–Scott   | + 1' 57"    |
| 3    | Marzio Bruseghin (ITA)      | Lampre                | + 2' 54"    |
| 4    | Franco Pellizotti (ITA)     | Liquigas              | + 2' 56"    |
| 5    | Denis Menčov (RUS)          | Rabobank              | + 3' 37"    |
| 6    | Emanuele Sella (ITA)        | CSF Group–Navigare    | + 4' 31"    |
| 7    | Jurgen Van den Broeck (BEL) | Silence–Lotto         | + 6' 30"    |
| 8    | Danilo Di Luca (ITA)        | LPR Brakes-Ballan     | + 7' 15"    |
| 9    | Domenico Pozzovivo (ITA)    | CSF Group–Navigare    | + 7' 53"    |
| 10   | Gilberto Simoni (ITA)       | Diquigiovanni–Androni | + 11' 03"   |

| Poz. | Kolesar                    | Ekipa                  | Točke |
| ---- | -------------------------- | ---------------------- | ----- |
| 1    | Emanuele Sella (ITA)       | CSF Group–Navigare     | 136   |
| 2    | Vasil Kirjienka (BLR)      | Tinkoff Credit Systems | 63    |
| 3    | Fortunato Baliani (ITA)    | CSF Group–Navigare     | 48    |
| 4    | Julio Alberto Pérez (MEX)  | CSF Group–Navigare     | 20    |
| 5    | Alessandro Bertolini (ITA) | Diquigiovanni–Androni  | 20    |
| 6    | Antonio Colom (ESP)        | Astana                 | 20    |
| 7    | Aleksander Jefimkin (RUS)  | Quick-Step             | 20    |
| 8    | Gabriele Bosisio (ITA)     | LPR Brakes-Ballan      | 19    |
| 9    | Félix Cárdenas (COL)       | Barloworld             | 19    |
| 10   | José Rujano (VEN)          | Caisse d'Epargne       | 18    |

| Poz. | Kolesar                 | Ekipa                  | Točke |
| ---- | ----------------------- | ---------------------- | ----- |
| 1    | Daniele Bennati (ITA)   | Liquigas               | 189   |
| 2    | Emanuele Sella (ITA)    | CSF Group–Navigare     | 138   |
| 3    | Riccardo Riccò (ITA)    | Saunier Duval–Scott    | 131   |
| 4    | Mark Cavendish (GBR)    | Team High Road         | 106   |
| 5    | Paolo Bettini (ITA)     | Quick-Step             | 106   |
| 6    | Franco Pellizotti (ITA) | Liquigas               | 96    |
| 7    | Danilo Di Luca (ITA)    | LPR Brakes-Ballan      | 87    |
| 8    | Alberto Contador (ESP)  | Astana                 | 86    |
| 9    | Erik Zabel (GER)        | Team Milram            | 80    |
| 10   | Vasil Kirjienka (BLR)   | Tinkoff Credit Systems | 76    |

| Poz. | Kolesar                     | Ekipa               | Čas          |
| ---- | --------------------------- | ------------------- | ------------ |
| 1    | Riccardo Riccò (ITA)        | Saunier Duval–Scott | 89h 58' 46"  |
| 2    | Jurgen Van den Broeck (BEL) | Silence–Lotto       | + 4' 33"     |
| 3    | Vincenzo Nibali (ITA)       | Liquigas            | + 18' 17"    |
| 4    | Chris Anker Sørensen (DEN)  | Team CSC            | + 1h 02' 12" |
| 5    | Matthew Lloyd (AUS)         | Silence–Lotto       | + 1h 03' 55" |
| 6    | Francis De Greef (BEL)      | Silence–Lotto       | + 1h 19' 07" |
| 7    | Giovanni Visconti (ITA)     | Quick-Step          | + 1h 28' 20" |
| 8    | Morris Possoni (ITA)        | Team High Road      | + 1h 30' 36" |
| 9    | Simon Špilak (SLO)          | Lampre              | + 1h 37' 49" |
| 10   | Johannes Fröhlinger (GER)   | Gerolsteiner        | + 1h 39' 33" |

| Poz. | Ekipa                 | Čas          |
| ---- | --------------------- | ------------ |
| 1    | CSF Group–Navigare    | 268h 52' 44" |
| 2    | Astana                | + 43' 48"    |
| 3    | Liquigas              | + 1h 00' 42" |
| 4    | LPR Brakes-Ballan     | + 1h 06' 48" |
| 5    | Silence–Lotto         | + 1h 38' 13" |
| 6    | Diquigiovanni–Androni | + 1h 53' 33" |
| 7    | Team CSC              | + 1h 57' 53" |
| 8    | Quick-Step            | + 2h 05' 32" |
| 9    | Caisse d'Epargne      | + 2h 14' 59" |
| 10   | Rabobank              | + 2h 22' 25" |

| Poz. | Ekipa                  | Točke |
| ---- | ---------------------- | ----- |
| 1    | Liquigas               | 360   |
| 2    | Astana                 | 347   |
| 3    | CSF Group–Navigare     | 340   |
| 4    | LPR Brakes-Ballan      | 267   |
| 5    | Team High Road         | 258   |
| 6    | Tinkoff Credit Systems | 237   |
| 7    | Saunier Duval–Scott    | 223   |
| 8    | Quick-Step             | 198   |
| 9    | Caisse d'Epargne       | 188   |
| 10   | Lampre                 | 187   |